# Егоров, Александр Петрович (поэт)
Алекса́ндр Петро́вич Его́ров (28 мая 1956, Лобня — 9 декабря 1993, Подмосковье) — русский поэт, переводчик и журналист, обозреватель.

## Биография
Окончил педагогический институт, работал переводчиком, после 1989 — обозревателем в газете «Гуманитарный фонд».
Стихи начал писать в 1981; переводил поэзию с английского и немецкого. Печатался в самиздатовских журналах «Корабль дураков», «Корабль», «Морская черепаха», в газете «Гуманитарный фонд», в альманахе «Индекс»-1.
Погиб, замёрзнув в подмосковной электричке. Похоронен в Лобне на кладбище Киово.
Его единственная книга, в которую вошли стихи и поэтические переводы, вышла в 1998 году; также после смерти поэта стихи его печатались в журнале «Соло» (№ 15, 1995), были включены в антологию «Самиздат века» (Самиздат века / Сост. А. И. Стреляный, Г. В. Сапгир, В. С. Бахтин, Н. Г. Ордынский. — Минск-М.: Полифакт, 1997).

## Книги
- Ностальгия: Стихи. — М.: ЛИА Р.Элинина при участии Гуманитарного фонда и Маленького издательства, 1998. — 84 с. Составитель и редактор Андрей Урицкий. Предисловие Михаила Ромма.